# Grand Prix Formule 1 van Groot-Brittannië 2006
De Grand Prix Formule 1 van Groot-Brittannië 2006 werd gehouden op 11 juni 2006 op Silverstone.

## Uitslag
| Positie | Nummer | Rijder               | Team                  | Ronden | Tijd/Opgave    | Startplaats | Punten |
| ------- | ------ | -------------------- | --------------------- | ------ | -------------- | ----------- | ------ |
| 1       | 1      | Fernando Alonso      | Renault               | 60     | 1:25:51.927    | 1           | 10     |
| 2       | 5      | Michael Schumacher   | Scuderia Ferrari      | 60     | +13.951        | 3           | 8      |
| 3       | 3      | Kimi Räikkönen       | McLaren - Mercedes    | 60     | +18.672        | 2           | 6      |
| 4       | 2      | Giancarlo Fisichella | Renault               | 60     | +19.976        | 5           | 5      |
| 5       | 6      | Felipe Massa         | Scuderia Ferrari      | 60     | +31.559        | 4           | 4      |
| 6       | 4      | Juan Pablo Montoya   | McLaren - Mercedes    | 60     | +1:04.769      | 8           | 3      |
| 7       | 16     | Nick Heidfeld        | BMW Sauber            | 60     | +1:14.594      | 9           | 2      |
| 8       | 17     | Jacques Villeneuve   | BMW Sauber            | 60     | +1:18.299      | 10          | 1      |
| 9       | 10     | Nico Rosberg         | Williams - Cosworth   | 60     | +1:19.008      | 12          |        |
| 10      | 11     | Rubens Barrichello   | Honda                 | 59     | +1 Ronde       | 6           |        |
| 11      | 8      | Jarno Trulli         | Toyota                | 59     | +1 Ronde       | 22          |        |
| 12      | 14     | David Coulthard      | Red Bull - Ferrari    | 59     | +1 Ronde       | 11          |        |
| 13      | 20     | Vitantonio Liuzzi    | Toro Rosso - Cosworth | 59     | +1 Ronde       | 13          |        |
| 14      | 15     | Christian Klien      | Red Bull - Ferrari    | 59     | +1 Ronde       | 14          |        |
| 15      | 19     | Christijan Albers    | MF1 - Toyota          | 59     | +1 Ronde       | 18          |        |
| 16      | 18     | Tiago Monteiro       | MF1 - Toyota          | 58     | +2 Rondes      | 16          |        |
| 17      | 22     | Takuma Sato          | Super Aguri - Honda   | 57     | +3 Rondes      | 20          |        |
| 18      | 23     | Franck Montagny      | Super Aguri - Honda   | 57     | +3 Rondes      | 21          |        |
| Ret     | 12     | Jenson Button        | Honda                 | 8      | Olielek        | 19          |        |
| Ret     | 21     | Scott Speed          | Toro Rosso - Cosworth | 1      | Schade ongeluk | 15          |        |
| Ret     | 7      | Ralf Schumacher      | Toyota                | 0      | Ongeluk        | 7           |        |
| Ret     | 9      | Mark Webber          | Williams - Cosworth   | 0      | Ongeluk        | 17          |        |

## Wetenswaardigheden
- Laatste punten: Juan Pablo Montoya, Jacques Villeneuve.
- Rondeleiders: Fernando Alonso 59 (1-44; 46-60) en Giancarlo Fisichella 1 (45).
- Jarno Trulli zette geen kwalificatietijd neer.

## Standen na de Grand Prix

### Coureurs
| Positie | Nummer | Rijder               | Team             | Punten |
| ------- | ------ | -------------------- | ---------------- | ------ |
| 1       | 1      | Fernando Alonso      | Renault          | 74     |
| 2       | 5      | Michael Schumacher   | Scuderia Ferrari | 51     |
| 3       | 3      | Kimi Räikkönen       | McLaren          | 33     |
| 4       | 2      | Giancarlo Fisichella | Renault          | 32     |
| 5       | 4      | Juan Pablo Montoya   | McLaren          | 26     |

### Constructeurs
| Positie | Nummers | Team             | Rijders                              | Punten |
| ------- | ------- | ---------------- | ------------------------------------ | ------ |
| 1       | 1 2     | Renault          | Fernando Alonso Giancarlo Fisichella | 106    |
| 2       | 5 6     | Scuderia Ferrari | Michael Schumacher Felipe Massa      | 75     |
| 3       | 3 4     | McLaren          | Kimi Räikkönen Juan Pablo Montoya    | 59     |
| 4       | 11 12   | Honda            | Jenson Button Rubens Barrichello     | 29     |
| 5       | 16 17   | BMW Sauber       | Nick Heidfeld Jacques Villeneuve     | 17     |

## Statistieken
| Snelste ronde | Fernando Alonso | Renault | 1:21.599 |

1926 · 1927 · 1948 · 1949 · 1950 · 1951 · 1952 · 1953 · 1954 · 1955 · 1956 · 1957 · 1958 · 1959 · 1960 · 1961 · 1962 · 1963 · 1964 · 1965 · 1966 · 1967 · 1968 · 1969 · 1970 · 1971 · 1972 · 1973 · 1974 · 1975 · 1976 · 1977 · 1978 · 1979 · 1980 · 1981 · 1982 · 1983 · 1984 · 1985 · 1986 · 1987 · 1988 · 1989 · 1990 · 1991 · 1992 · 1993 · 1994 · 1995 · 1996 · 1997 · 1998 · 1999 · 2000 · 2001 · 2002 · 2003 · 2004 · 2005 · 2006 · 2007 · 2008 · 2009 · 2010 · 2011 · 2012 · 2013 · 2014 · 2015 · 2016 · 2017 · 2018 · 2019 · 2020 · 2021 · 2022 · 2023 · 2024 · 2025 · 2026 · 2027 · 2028 · 2029 · 2030 · 2031 · 2032 · 2033 · 2034